# Chronologie du hip-hop
Cette chronologie présente, sur une échelle de temps, les dates marquantes dans le domaine du mouvement musical hip-hop, de ses prémices dans les années 1950 à aujourd'hui, et des différents courants qui y sont associés, comme le rap, le breakdance ou le graffiti.

## Les années 1950
- En Jamaïque, les « deejays » inventent le sound system et le « toasting » lors de « street parties » dans les ghettos de Kingston[1].

### 1959
- Sur l'album de jazz New York, N.Y. de George Russell, Jon Hendricks récite des vocaleses qui préfigurent le rap et le slam[2].

## Les années 1960

### 1963
- I Am the Greatest (en), l'album de spoken word du boxeur Cassius Clay, est identifié comme l'un des premiers exemples de rap et un précurseur du hip hop[3].

### 1965
- Apparition des premiers tags réalisés par Cornbread et Cool Earl dans le métro de Philadelphie[4].

### 1967
- Formation du groupe de spoken word californien The Watts Prophets.
- Le deejay jamaïcain Rudy Redwood, du sound-system Supreme Ruler, invente le dub en alternant les versions instrumentale et vocale du titre On the Beach des Paragons[5].

### 1968

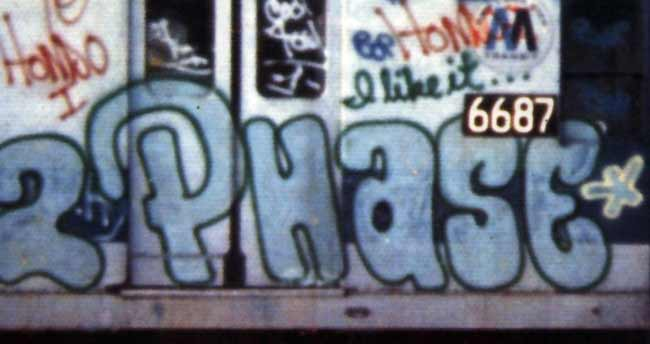
Un graffiti de Phase 2 dans le métro de New York.

- Août : James Brown sort le single Say It Loud – I'm Black and I'm Proud.
- Le single Here Comes the Judge (en) du comédien et chanteur Dewey Markham, classé no 19 dans le Billboard Hot 100, est l'une des nombreuses chansons considérées comme le premier disque de hip-hop[6].
- Formation du groupe de spoken word new yorkais The Last Poets.
- La mode des graffitis s'étend au métro de New York avec ceux de de Top Cat (un ami de Cornbread venu de Philadelphie), Julio 204[4], Taki 183, Phase 2, Stay High 149, etc.[7]

### 1969
- The Watts Prophets sortent leur premier album, The Black Voices: On the Streets in Watts.

## Les années 1970

### 1970

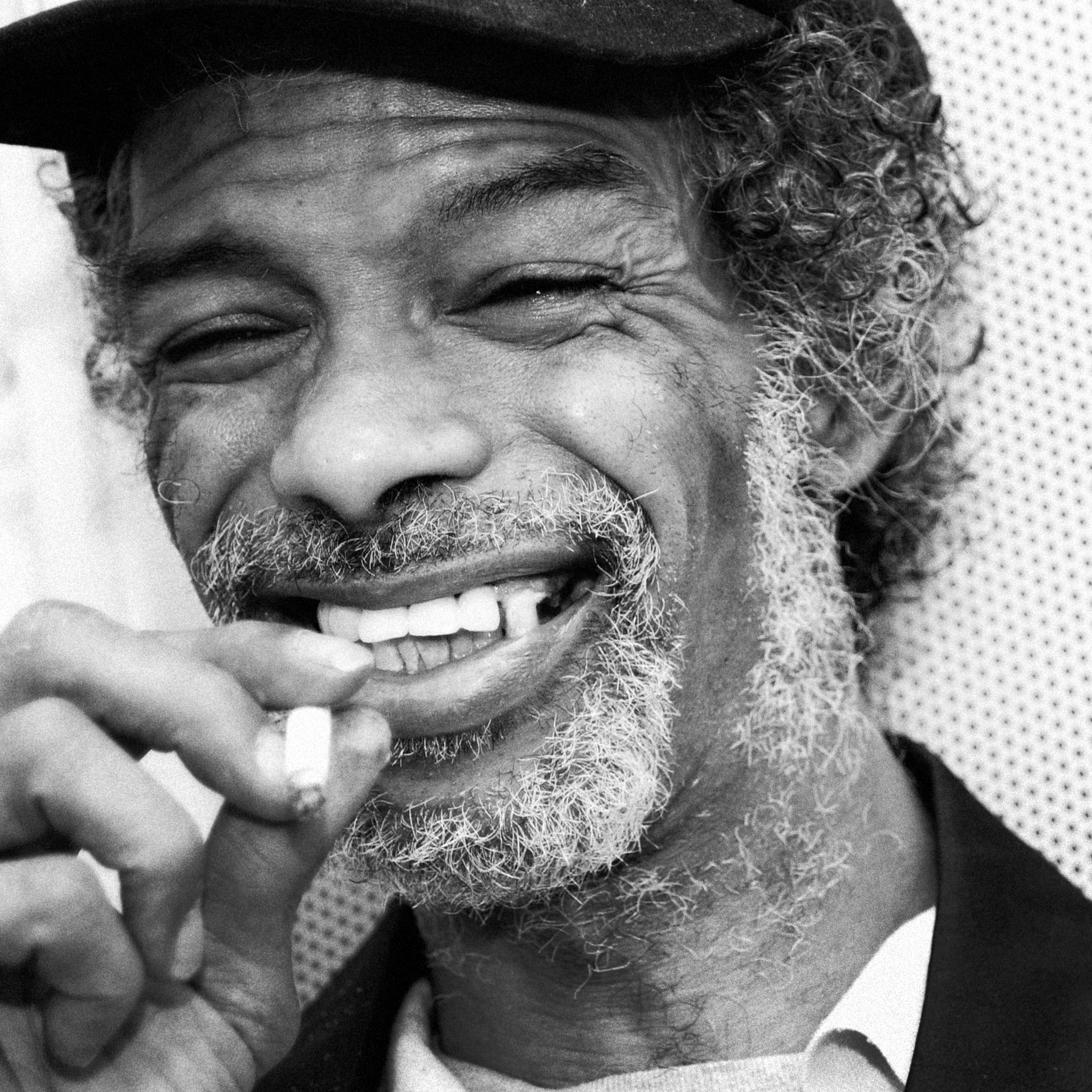
Gil Scott-Heron en 2001.

- Juin : sortie de The Last Poets (en), premier album du groupe éponyme, qui contient notamment les titres When the Revolution Comes et Niggers Are Scared of Revolution[8].
- Le poète Gil Scott-Heron sort l'album enregistré en public Small Talk at 125th and Lenox, qui contient la chanson The Revolution Will Not Be Televised, au phrasé précurseur du rap[9].
- Kool Herc commence à faire le disc jockey dans des « house parties » du Bronx, en s’inspirant des sound systems de la Jamaïque où il a grandi[10]. Il réalise aussi des tags sous le pseudo de « Clyde as Kool »[11].
- Pete DJ Jones est l'un des premiers DJ's à jouer simultanément deux copies d'un même disque pour d'isoler les breaks percussifs des chansons soul et funk[12].

### 1971
- Mars : The Last Poets sortent leur 2e album, This Is Madness (en).
- 21 juillet : le graffeur Taki 183 se fait remarquer dans le New York Times à travers l'article : « TAKI 183 Spawns Pen Pals »[13].
- Novembre : sortie de l'album Black Moses d'Isaac Hayes, qui contient des chansons intitulées Ike's Rap II, Ike's Rap III et Ike's Rap IV[14].
- The Watts Prophets sortent leur 2e album, Rappin' Black in a White World.
- Sortie de Pieces of a Man, premier album studio de Gil Scott-Heron, qui reprend notamment la chanson The Revolution Will Not Be Televised.

### 1972
- 3 novembre : Adriano Celentano sort le single Prisencolinensinainciusol, considéré comme le premier disque de rap italien.
- DJ Hollywood commence à animer les soirées de l'Apollo Theater à Harlem et vend ses mixtapes pour 12 dollars[15].
- Les membres d'un gang du Bronx, les Ghetto Brothers, sortent l'album Power-Fuerza[16], dans le style de Sly and the Family Stone.
- Des graffeurs tels que Phase 2, Coco 144 ou Flint 707 se regroupent et créent l'Union of Graffiti Artists. Première exposition d'art consacrée au graffiti à la Razor Gallery de New York, avec des œuvres de Phase 2, Coco, Flint, Mico, Pistol, Bama, Snake et Stitch 1, sélectionnées par le sociologue Hugo Martinez et l'UGA.

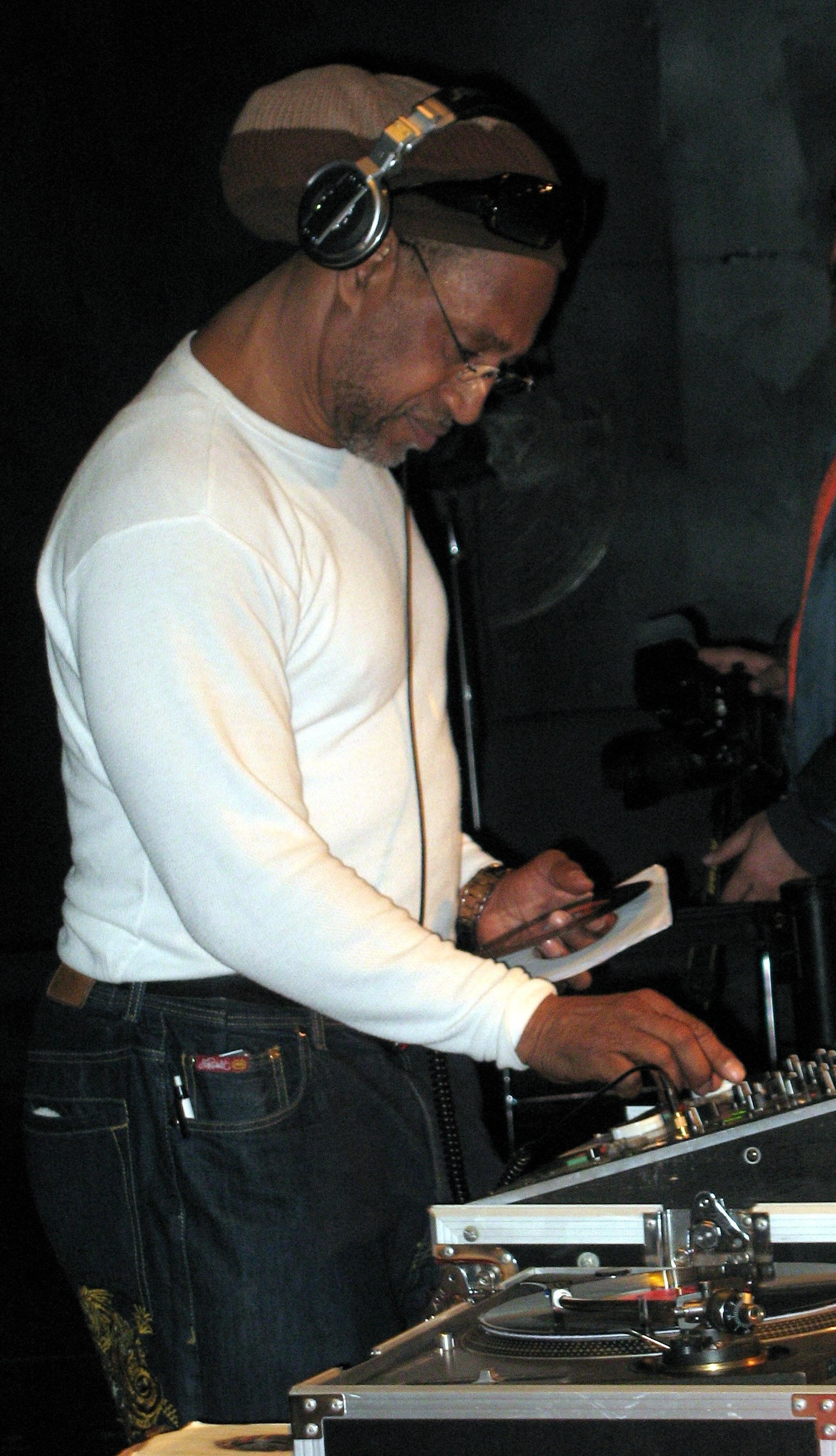
DJ Kool Herc mixant dans le Bronx en 2009.

### 1973
- Mars : The Graffiti hit parade, un article de Richard Goldstein dans le New York Magazine, évoque le potentiel artistique du graffiti.
- 11 août : Cindy Campbell organise une fête d'anniversaire, baptisée « Back to School Party »[17], dans une salle des fêtes au 1520 Sedgwick Avenue, à New York dans le quartier du Bronx. Son frère DJ Kool Herc, qui est à la fois disc jockey et M.C., y invente le breakbeat[18],[19]. Son ami Coke La Rock y performe également. Certains pionniers du rap comme Grandmaster Caz sont réputés avoir été présent à cette soirée.
- Afrika Bambaataa, ancien chef du gang Black Spade, fonde l'Universal Zulu Nation[19].

### 1974
- Grand Wizzard Theodore invente le scratch[20].
- Parution de Graffiti de New York (The Faith of Graffiti)  de Norman Mailer[21].

### 1975

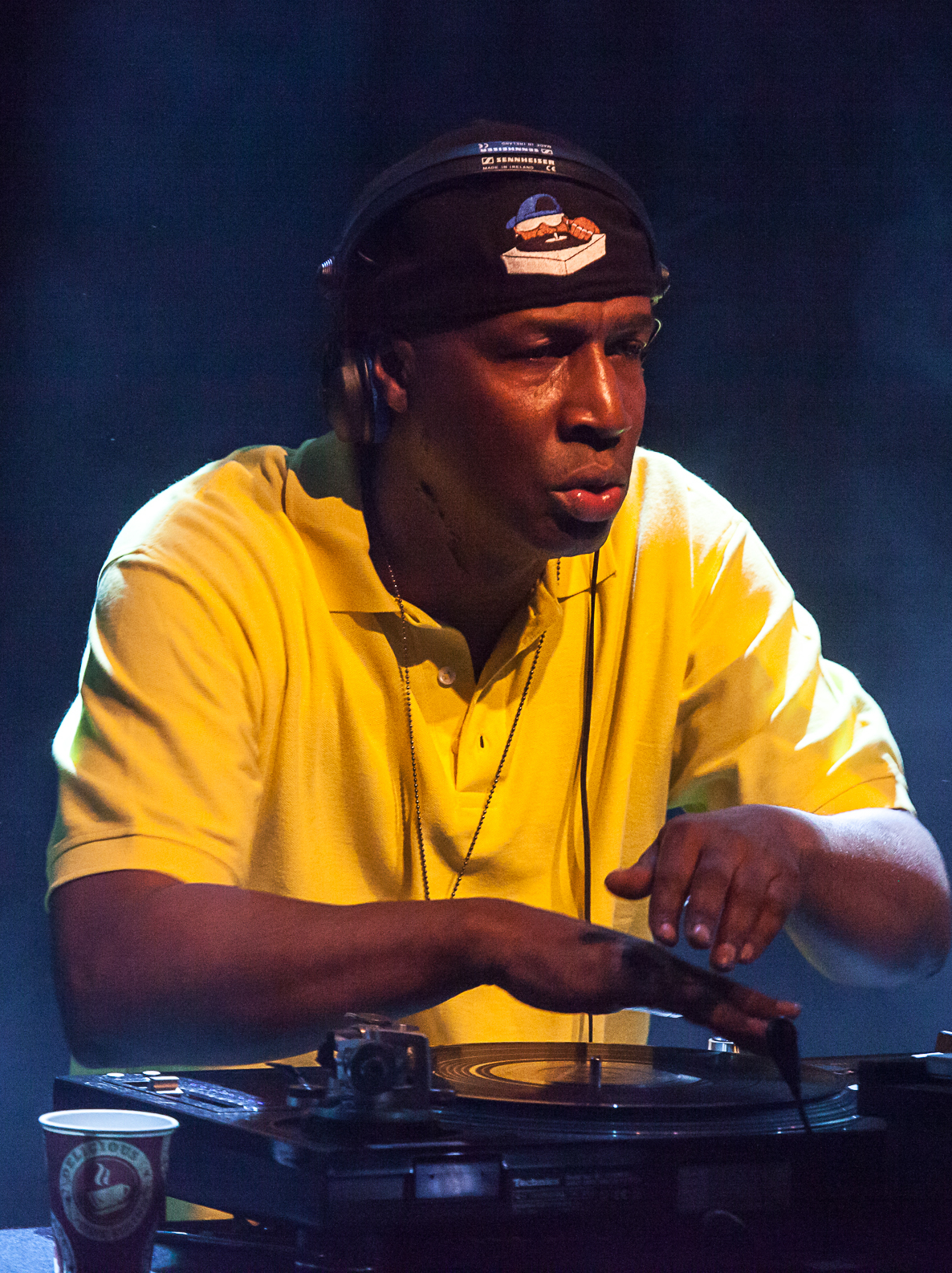
Grandmaster Flash au Meltdown Festival en 2014.

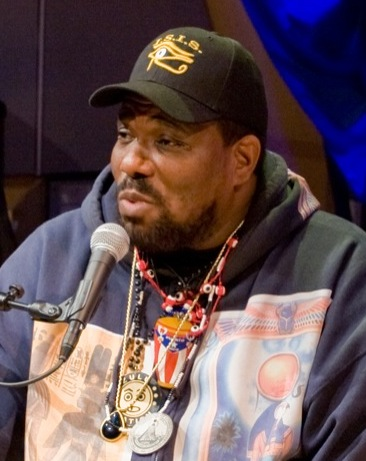
Afrika Bambaataa en 2009.

- Grandmaster Flash et Afrika Bambaataa ont leurs propres sound systems et commencent à mixer dans le style de DJ Kool Herc.
- DJ Hollywood mixe les paroles de Good Love 6-9969 d'Isaac Hayes avec le break de Love is the Message de MFSB[14].

### 1976
- Grandmaster Flash se produit dans la salle bondée du Audubon Ballroom à Manhattan. Il joue régulièrement dans un club appelé le Black Door ou dans les parcs St-Ann's, Mitchell, Parc 23, Parc 63, avec les deux frères Melle Mel et Kidd Creole, sous le nom de Three MC's, Furious4, puis Furious 5[22].
- 12 novembre : Afrika Bambaataa se produit pour la première fois en public au gymnase Bronx River Community Center, accompagné de Mr. Briggs et des membres du Bronx River Project[23].
- Parution de Kool-Killer ou l’insurrection par les signes, un essai de Jean Baudrillard consacré au graffiti, chez Gallimard.

### 1977
- 13 et 14 juillet : le graffeur Dondi White profite de la grande panne de courant pour inscrire son nom toute la nuit sur les rames du métro new yorkais[24].
- Grandmaster Flash est engagé comme DJ dans les Tuesday nights du club Disco Fever dans le sud du Bronx.
- Joseph Simmons, dit « Run », et Darryl Mc Danields, appelé « DMC » (futur Run-DMC), démarrent ensemble sous le nom d’Orange Krush[23].

### 1978
- Lovebug Starski est DJ au club Disco Fever.
- DJ Hollywood est le premier DJ à apporter des platines et une table de mixage pour se produire à l'Apollo Theater[14]. Des propriétaires de clubs du South Bronx embauchent Hollywood pour jouer au Club 371.
- Keef Cowboy intègre le groupe Grandmaster Flash and the Furious Five.

Étiquette du disque 33 tours Rapper's Delight de The Sugarhill Gang en 1979. Les premiers pressages du single américain ne créditent pas Good Times de Chic.

### 1979
- 25 mars : Fatback Band, un groupe de funk de Brooklyn, sort le rap King Tim III (Personality Jock) (en) en face B d'un de ses singles[19].
- 16 septembre : The Sugarhill Gang sort le single Rapper's Delight, premier titre de rap à obtenir une renommée internationale. La chanson se classe dans le Top 40 américain[25].
- 7 décembre : Kurtis Blow sort le single Christmas Rappin'[26].
- Décembre :
  - Le groupe féminin The Sequence sort le single Funk You Up (en) sur le label Sugar Hill Records[27].
  - Le chanteur latino Joe Bataan sort Rap-O Clap-O, un des premiers succès hip-hop[19],[28].
- Grandmaster Flash sort les singles We Rap More Mellow sous le nom de The Younger Generation puis Super Rappin' et Flash to the Beat sous le nom de Grandmaster Flash and The Furious Five.
- Funky Four Plus One sort Rappin' and Rocking the House. C'est le premier groupe de hip-hop dans lequel une femme occupe le rôle de MC[29].
- Lovebug Starski sort le single Gangster Rock sous le nom de Little Starski[30].

## Les années 1980

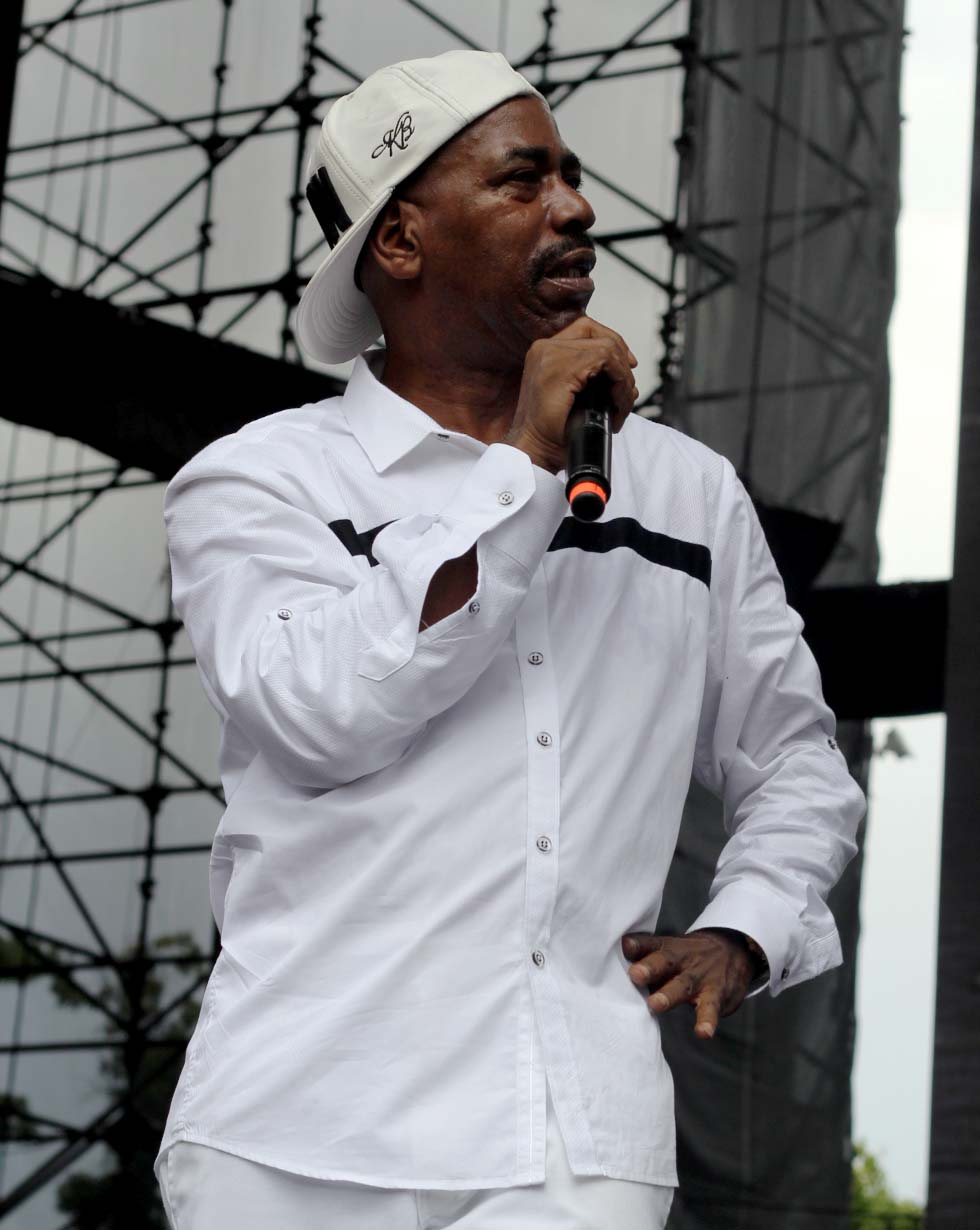
Kurtis Blow en 2015.

### 1980
- 7 février : The Sugarhill Gang sort son premier album homonyme.
- 14 juin : Kurtis Blow sort le single The Breaks (en).
- Septembre : Henry Chalfant fait sa première exposition de photos de graffitis à la O.K. Harris Galery à SoHo[31].
- 29 décembre : sortie de l'album Kurtis Blow de l'artiste éponyme.
- The Sequence sort l'album Sugarhill Presents the Sequence[27].
- Grandmaster Flash and The Furious Five obtiennent leur premier disque d'or avec le single Freedom[32].
- DJ Hollywood sort le single Shock, Shock, The House.
- Afrika Bambaataa, la Soulsonic Force et la Rock Steady Crew se produisent au Ritz en première partie de Bow Wow Wow, groupe managé par Malcolm McLaren[23],[33].

### 1981

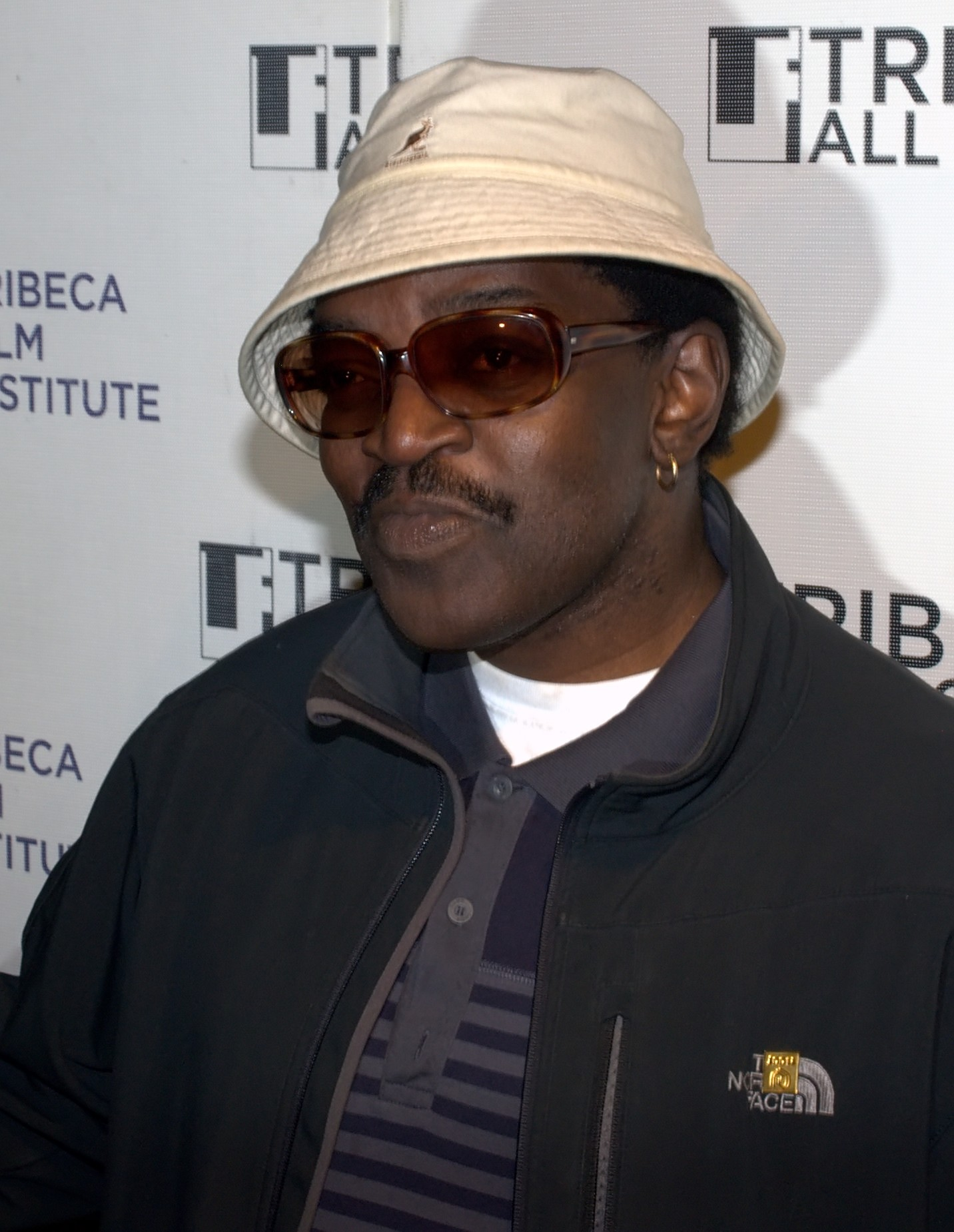
Fab 5 Freddy au festival du film de Tribeca en 2010.

- 12 janvier : Blondie sort le single Rapture, qui contient un rap dans lequel sont nommés Grandmaster Flash et le grapheur Fab Five Freddy. La chanson est no 1 aux États-Unis[34].
- Avril : Fab 5 Freddy organise l'exposition Au-delà des mots : Œuvres ancrées dans, tirées et inspirées par le Graffiti au Mudd Club[35].
- 10 avril : The Clash sort le single The Magnificent Seven, issu de l'album Sandinista!, qui contient des paroles scandées à la manière du rap[36].
- 15 juin : Kurtis Blow sort son deuxième album Deuce.
- Août : ouverture de la Fun Gallery dans l'East Village[37].
- Novembre : Kool Lady Blue organise les soirées hebdomadaires Wheels of Steel au Negril, un petit club reggae. Elle y programme Afrika Bambaataa, Jazzy Jay, Rammellzee, Rock Steady Crew et Fab Five Freddy[38].
- 4 décembre : le groupe Funky 4 + 1 sort le single That's The Joint[29].
- The Sugarhill Gang sort l'album 8th Wonder (en).
- Afrika Bambaataa sort les singles Zulu Nation Throwdown et Jazzy Sensation.
- Grandmaster Flash sort le maxi 45 tours The Adventures of Grandmaster Flash on the Wheels of Steel (en) dans lequel il sample la voix de Debbie Harry[19].
- Lovebug Starski and the Harlem World Crew sortent le single Positive Life[30].
- Bon-Rock & The Rythem Rebellion sortent Searching Rap.
- Le single Square Biz (en) de Teena Marie, no 3 dans les charts R&B, comporte une section rappée[39].
- En France, Sidney et Lionel D animent l'émission Rapper Dapper Snapper sur Radio 7.
- Chagrin d'amour sort Chacun fait (c'qui lui plaît) considérée comme la première chanson rap en français[40].

### 1982
- 14 février : inauguration d'une exposition consacrée à Dondi White à la Fun Gallery[24].
- 17 avril : Afrika Bambaataa and the Soulsonic Force sortent le single Planet Rock produit par Arthur Baker[26].
- Juin : Les soirées Wheels of Steel de Kool Lady Blue reprennent « downtown » au Roxy, avec Afrika Bambaataa, Grandmaster Flash, Grand Mixer DXT, Jazzy Jay, Grand Wizzard Theodore, Rammellzee, Rock Steady Crew, Fab Five Freddy, Phase 2 et Futura 2000. Elles sont fréquentées par Andy Warhol, Jean-Michel Basquiat, Keith Haring, Madonna ou David Bowie[41].
- 1er juillet : Grandmaster Flash and the Furious Five sortent le single The Message sur le label Sugar Hill Records[26].
- 21 novembre : le New York City Rap Tour, organisé par Europe 1, se produit à Paris sur la scène du Bataclan, puis le 27 novembre à l'Hippodrome de Pantin et au Palace. Le spectacle accueille des DJ et des rappeurs comme Afrika Bambaataa et Rammellzee, des danseurs, dont la Rock Steady Crew, et des graffeurs tels Phase 2, Futura 2000 et Dondi. Il tourne également à Lyon, Metz, Belfort, Mulhouse, Strasbourg, Londres et Los Angeles[42].
- Novembre : Man Parrish sort le single Hip Hop Be Bop (Don't Stop)[43].
- The Sequence sort son deuxième album The Sequence.
- Whodini sort le single Magic's Wand, la première chanson de rap accompagnée d'un clip vidéo[44].

### 1983

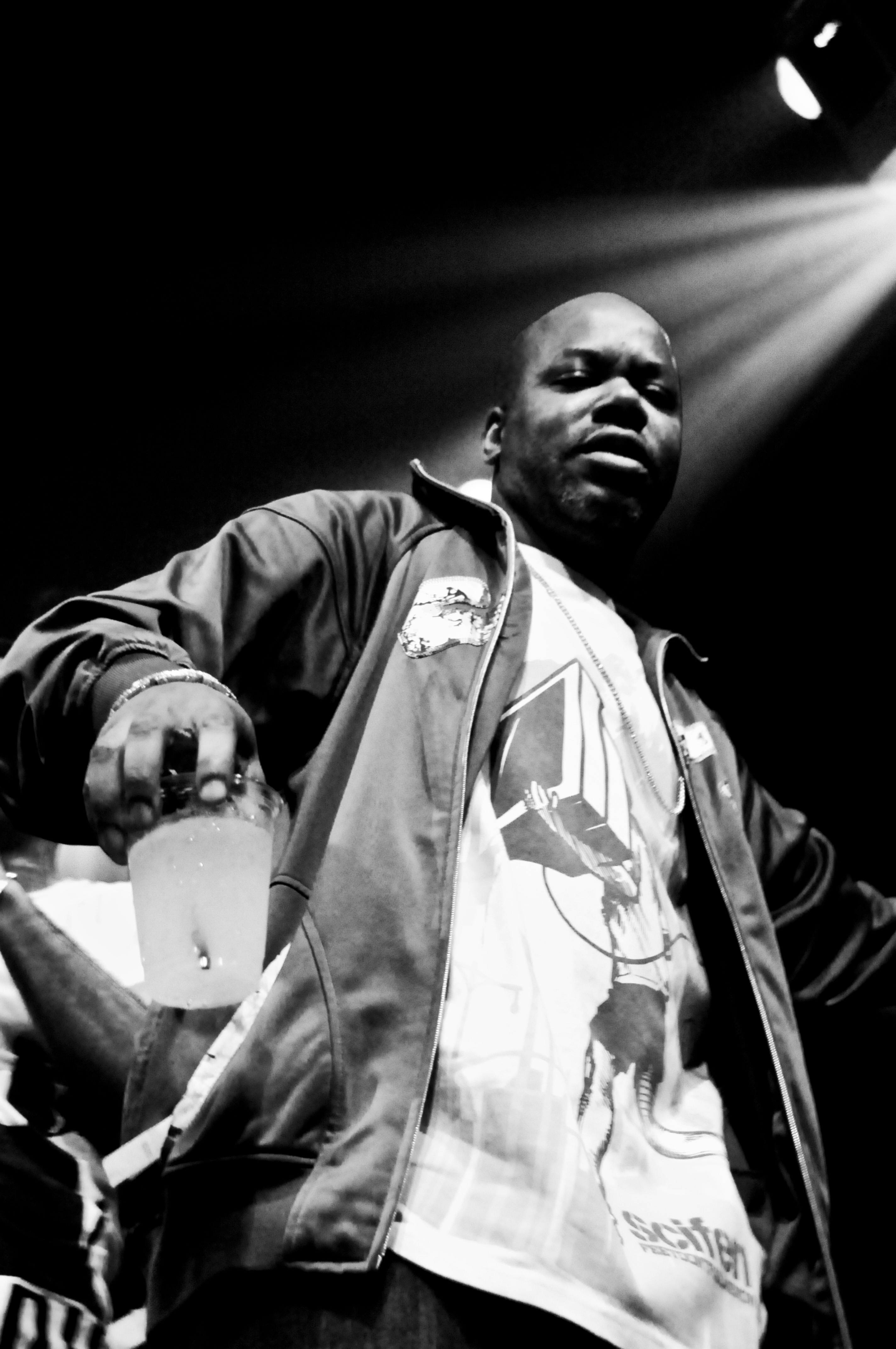
Too $hort à San Francisco en 2008.

- 18 mars : sortie du film Wild Style de Charlie Ahearn (en).
- 15 avril : une séquence du film Flashdance révèle la Rock Steady Crew dans une démonstration de breakdance[19].
- Juillet : des danseurs hip-hop américains effectuent une prestation à Paris sur la place du Trocadéro. JoeyStarr et Kool Shen y assistent[45].

#### Albums
- Janvier : le manager Malcolm McLaren sort Duck Rock, son premier album en tant qu'artiste, produit par Trevor Horn[46].
- 8 juillet : Whodini sort son premier album homonyme.
- 24 octobre : Too $hort sort son premier EP Don't Stop Rappin', premier disque de rap West Coast[47].
- Kurtis Blow sort son troisième album The Best Rapper on the Scene.
- The Sugarhill Gang sort l'album Rappin' Down Town (en).
- The Sequence sort son troisième album The Sequence Party.
- Cybotron sort l'album Enter.
- Jonzun Crew (en) sort l'album Lost in Space.
- Warp 9 (en) sort l'album It's a Beat Wave (en).

#### Singles

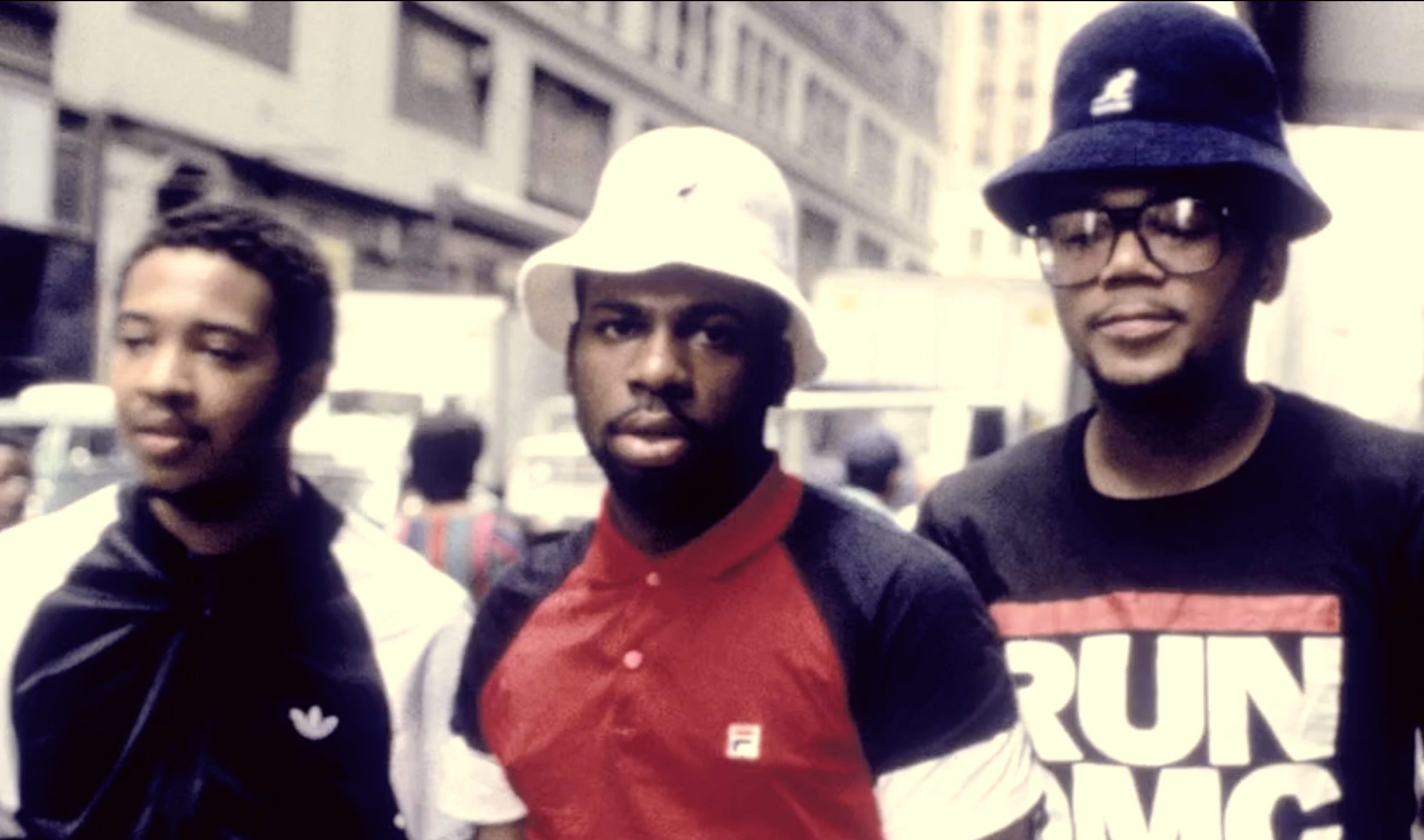
Run–DMC à New York vers 1985.

- Mars : Run–DMC sort son premier single, It's Like That (en). Le titre en face B, Sucker M.C.'s (en) est considéré comme le premier rap hardcore de l'histoire[48].
- Juin : Hashim (en) sort le single Al-Naafiysh (The Soul).
- Juillet :
  - Herbie Hancock sort le single electro Rockit, avec des scratch de Grand Mixer DXT.
  - Newcleus sort le single Jam On Revenge (Parts 1 and 2)[49].
- Octobre : Grandmaster & Melle Mel sortent White Lines (Don't Don't Do It)[50].
- Décembre : Break Machine sort le single Street Dance, classé no 1 en France, Espagne, Norvège et Suède[51], 3e au Royaume-Uni[52] et 6e aux États-Unis dans les charts Dance/Disco.
- Rock Steady Crew sort le single (Hey You) The Rock Steady Crew (en).
- Juice Crew et Dimples D. (en) sortent le single Sucker DJ's (I Will Survive) (en).
- Ice-T sort les singles The Coldest Rap et Body Rock.
- Beastie Boys sort Cooky Puss (en).

### 1984
- 14 janvier : premier numéro de l'émission hebdomadaire H.I.P. H.O.P. animée par Sidney sur TF1.
- 4 mai : sortie du film Break Street 84 (Breakin') de Joel Silberg, avec 2 danseurs de breakdance et Ice-T. Une suite, Breakin' 2: Electric Boogaloo (en), réalisée par Sam Firstenberg, sort en décembre.
- 8 juin : sortie de Beat Street de Stan Lathan, un des premiers films consacrés à la culture hip-hop.
- 12 août : 200 danseurs, dont les New York City Breakers, font une démonstration de breakdance lors de la cérémonie de clôture des jeux olympiques de Los Angeles.
- Russell Simmons et Rick Rubin fondent le label Def Jam Recordings[26].
- Martha Cooper et Henry Chalfant publient le recueil de photographies Subway Art[21].
- Création de la compagnie de breakdance Black Blanc Beur à Trappes.

#### Albums
- 27 mars : premier album homonyme de Run–DMC sur le label Def Jam. Le guitariste Eddie Martinez (en), joue en live sur le titre Rock Box[23].
- 29 mai : le groupe Fat Boys sort son premier album homonyme.
- juin : Le DJ et rappeur Dee Nasty sort le premier disque de rap français, Paname City Rappin', pressé à 1 000 exemplaires, autoproduit sur son label Funkzilla Records[42].
- 19 octobre : Whodini sort son 2e album Escape.
- Après la rupture avec Grandmaster Flash, Melle Mel, Scorpio et Cowboy sortent l'album Grandmaster Melle Mel and the Furious Five (en).
- The Sugarhill Gang sort son 4e album Livin' in the Fast Lane (en).
- Kurtis Blow sort l'album Ego Trip.
- Newcleus sort son premier album Jam on Revenge (en).
- Rock Steady Crew sort l'album Ready for Battle.

#### Singles
- 19 octobre : Chaka Khan - I Feel for You, chanson de classée no 1 au Royaume-Uni et no 3 aux États-Unis. Melle Mel y interprète l'introduction[39].
- It's Yours de T La Rock et Jazzy Jay est le premier disque publié par le label Def Jam.
- Novembre : LL Cool J sort le single I Need a Beat sur Def Jam[53].
- Décembre : Le groupe Beastie Boys sort le single Rock Hard sur Def Jam[54].
- 2 Live Crew sort le single The Revelation.
- Roxanne Shanté sort le single Roxanne's Revenge (en).
- Afrika Bambaataa enregistre World Destruction avec l'ex-chanteur des Sex Pistols, John Lydon[23].

### 1985
- 21 janvier : Run–DMC sort son deuxième album King of Rock.
- 10 mai : sortie du film Rappin' (en), la suite de Breakin' 2, réalisé par Joel Silberg.
- 17 avril : Schoolly D sort son premier album homonyme, l'un des premiers disques de gangsta rap[47].
- 26 avril : Grandmaster Flash sort l'album They Said It Couldn't Be Done (en).
- 27 mai : Too $hort sort son second EP Players (en).
- 1er juin : Fat Boys sort l'album The Fat Boys Are Back (en).
- 25 octobre : sortie du film Krush Groove de Michael Schultz, qui raconte les débuts du label Def Jam.
- 4 novembre : LL Cool J sort son premier album Radio.
- World Class Wreckin' Cru sort son premier album World Class (en), produit par Dr. Dre.
- 2 Live Crew sort le single What I Like.
- Salt-N-Pepa sort le single The Show Stoppa (Is Stupid Fresh).
- Formation du groupe de rap français Assassin par Rockin' Squat et Solo[55].

### 1986
- 23 mars : premier concert de Lively Crew, groupe précurseur d'IAM, à la MJC Corderie à Marseille[56].
- Novembre : Akhenaton et Kheops forment un nouveau groupe : B-Boy Stance.

#### Albums
- 2 mars : Grandmaster Flash - The Source (en).
- 15 juin : Kurtis Blow - Kingdom Blow.
- 4 juillet : Run–DMC sort Raising Hell, son troisième album. C'est le premier album rap à dépasser le million de ventes aux États-Unis[23].
- 25 juillet : 2 Live Crew sort son premier album The 2 Live Crew Is What We Are (en).
- 13 août : MC Hammer sort son premier album Feel My Power (en).
- 15 novembre : Beastie Boys sort son premier album Licensed to Ill.
- 1er décembre :
  - Afrika Bambaataa and the Soulsonic Force sortent leur premier album Planet Rock: The Album.
  - Salt-N-Pepa sort son premier album Hot, Cool & Vicious (en).
- Lovebug Starski sort son premier et unique album : House Rocker .
- Kool Moe Dee sort son premier album homonyme.
- Schoolly D sort son deuxième album Saturday Night! – The Album.
- World Class Wreckin' Cru sort son deuxième et dernier album Rapped in Romance (en).

#### Singles
- 14 juillet : Run–DMC featuring Aerosmith - Walk This Way, classé n°4 dans le Billboard Hot 100.
- 9 novembre : DJ Jazzy Jeff and The Fresh Prince (avec Will Smith) - Girls Ain't Nothing but Trouble (en).
- Ultramagnetic MCs - Ego Trippin' (en).
- Eric B. and Rakim - Eric B. Is President (en).
- Boogie Down Productions sort les singles Say No Brother (Crack Attack Don't Do It), My 9mm Goes Bang et South Bronx (en).

### 1987
- 26 avril : sortie du film Colors de Dennis Hopper. La bande originle est interprétee par Ice-T, Big Daddy Kane, Salt-N-Pepa, Eric B. and Rakim, Kool G Rap, Roxanne Shanté, etc.
- 27 août : DJ Scott La Rock, de Boogie Down Productions, meurt assassiné.
- Naissance du genre new jack swing, fusion du RnB et du hip-hop.

#### Albums
- 10 février : premier album de Public Enemy, Yo! Bum Rush the Show.
- 3 mars : premier album de Boogie Down Productions, Criminal Minded.
- 7 avril : premier album de DJ Jazzy Jeff and The Fresh Prince, Rock the House.
- 20 mai : Whodini - Open Sesame.
- 7 juillet : premier album d'Eric B. & Rakim, Paid in Full.
- 20 juillet : premier album de Too $hort, Born to Mack.
- 22 juillet : premier album de LL Cool J, Bigger and Deffer, classé 1er au Top R&B Albums et 3e au Billboard 200[57] et certifié double disque de platine [58].
- 13 septembre : Grandmaster Flash - Ba-Dop-Boom-Bang (en).
- 3 novembre : Kool Moe Dee - How Ya Like Me Now.
- 4 novembre : premier album d'Ice-T, Rhyme Pays.
- 6 novembre : premier album de NWA, N.W.A. and the Posse.

#### Singles
- 8 février : Run–DMC - It's Tricky
- 22 février : Beastie Boys - (You Gotta) Fight for Your Right (To Party!), classé 7e au Billboard Hot 100.
- 3 mars : Eazy-E - Boyz-n-the-Hood
- 8 mars : Salt-N-Pepa - Push It, classé 2e du UK Singles Chart.
- 13 juillet : LL Cool J - I Need Love (en), classé 14e au Billboard Hot 100 et 8e dans le UK Singles Chart.
- Big Daddy Kane sort les singles Get Into It et Raw.
- C.I.A. - My Posse, avec Ice Cube.
- Gang Starr - The Lesson.

### 1988
- 16 septembre : sortie du film Tougher Than Leather (en) de Rick Rubin, avec Run-DMC -.
- Diffusion de l'émission Deenastyle sur Radio Nova, animée par Dee Nasty et Lionel D.
- Formation de Suprême NTM par Kool Shen.
- Avec l'arrivée de Shurik'n, Kephren, puis Imhotep, le groupe B-Boy Stance devient IAM.

#### Albums
- 17 février : 1er album des Geto Boys, Making Trouble.
- 23 février : 1er album de Biz Markie, Goin' Off, produit par Marley Marl.
- 29 mars : 2e album de DJ Jazzy Jeff and The Fresh Prince, He's the DJ, I'm the Rapper.
- 12 avril : Grandmaster Flash and the Furious Five, On the Strength (en).
- 17 mai : Run-DMC - Tougher Than Leather.
- 31 mai : 2e album de Boogie Down Productions - By All Means Necessary, produit par KRS-One.
- 7 juin : 1er album d'EPDM, Strictly Business.
- 21 juin : 1er album de Big Daddy Kane, Long Live the Kane.
- 28 juin : 2e album de Public Enemy, It Takes a Nation of Millions to Hold Us Back.
- 25 juillet : Eric B. & Rakim - Follow the Leader.
- 2 août : Salt-N-Pepa - A Salt with a Deadly Pepa (en).
- 8 août : 1er album de NWA, Straight Outta Compton.
- 17 août : 2 Live Crew, Move Somethin' (en).
- 13 septembre :
  - Eazy-E - Eazy-Duz-It.
  - Ice-T - Power (en).
  - MC Lyte - Lyte as a Rock.
- 20 septembre : 1er album de Marley Marl, In Control, Volume 1.
- 28 septembre : 2e album de MC Hammer, Let's Get It Started (en).
- 1er novembre : 1er album de Slick Rick, The Great Adventures of Slick Rick, classé no 1 dans le Top R&B Albums.
- 8 novembre : 1er album des Jungle Brothers, Straight out the Jungle.
- Schoolly D - Smoke Some Kill.

#### Singles
- 27 janvier : LL Cool J - Going Back to Cali (en).
- 8 février : Public Enemy - Bring the Noise
- 8 août : NWA - Fuck tha Police
- Octobre : Tone Loc - Wild Thing (en).
- 28 novembre : Neneh Cherry - Buffalo Stance (en), classé no 1 en Suède et no 3 dans les charts britanniques et américains.
- Marley Marl, Masta Ace, Craig G, Kool G Rap et Big Daddy Kane - The Symphony (en).
- Queen Latifah - Wrath of My Madness.

### 1989
- 22 février : Création du Grammy Award de la meilleure performance rap. Le premier est attribué à DJ Jazzy Jeff and The Fresh Prince pour le single Parents Just Don't Understand.
- 26 mars : Assassin, MIC, Nec + Ultra, New Generation MC, Suprême NTM, Timide et sans complexe et Lionel D participent au festival Rap à Paris à l'Élysée-Montmartre organisé par Radio Nova, où se déroule également la coupe de Paris de DJ remporté par DJ Ghetch[42].
- 19 mai : projection du film Do the Right Thing de Spike Lee au Festival de Cannes.

#### Albums
- 23 janvier : De La Soul -  3 Feet High and Rising.
- 7 février : 2 Live Crew - As Nasty as They Wanna Be (en).
- 22 avril : Gang Starr - No More Mr. Nice Guy.
- 9 juin : LL Cool J - Walking with a Panther.
- 25 juillet : Beastie Boys - Paul's Boutique.
- 28 novembre : Queen Latifah - All Hail the Queen.

#### Singles
- 15 janvier : sortie de Self Destruction (en), single enregistré par  Boogie Down Productions, Heavy D, Public Enemy, MC Lyte, Kool Moe Dee, Doug E. Fresh, Just-Ice et Stetsasonic (en) pour « Stop the Violence », mouvement pacifiste initié après le meurtre de Scott La Rock.
- 27 mars : NWA - Express Yourself (en).
- 24 mai : LL Cool J - I'm That Type of Guy (en).
- 1er avril : De La Soul - Me Myself and I (en)
- 4 juillet : Public Enemy - Fight the Power.
- 25 juillet : Beastie Boys - Hey Ladies (en).

## Les années 1990

### 1990
▪︎  Mai : sortie du premier album de rap en français  "L'ALBUM" du rappeur Belgo-Marocain Benny B
- 7 juillet : premier numéro de l'émission RapLine sur M6, présentée par Olivier Cachin.

#### Albums
- janvier : IAM sort le premier album de rap français Concept (au format cassette) depuis celui de Dee Nasty, Paname City Rappin', sorti en 1984[42].
- 12 février : MC Hammer sort Please Hammer Don't Hurt 'Em. L'album reste classé no 1 aux États-Unis pendant 21 semaines. Il s'y vend à  plus de 10 millions d'exemplaires et  18 millions dans le monde. C'est le premier album de l'histoire du rap à obtenir un disque de diamant[59].
- 10 avril :
  - A Tribe Called Quest - People's Instinctive Travels and the Paths of Rhythm.
  - Boo-Yaa T.R.I.B.E. - New Funky Nation.
  - Public Enemy - Fear of a Black Planet.
- 16 mai : Ice Cube - AmeriKKKa's Most Wanted.
- 28 mai : Rapattitude, première compilation de rap français, avec des titres d'Assassin, Tonton David, Dee Nasty, Suprême NTM, etc.[60]
- 19 juin : Eric B. and Rakim -  Let the Rhythm Hit 'Em.
- 14 août : NWA - 100 Miles and Runnin' (EP 5 titres).
- 4 septembre : LL Cool J - Mama Said Knock You Out, certifié double disque de platine[61].

#### Singles
- 13 janvier : MC Hammer - U Can't Touch This.
- Mai : Vous êtes fous ! de Benny B, premier rap francophone qui obtient un succès et devient par la même occasion le premier disque d'or de l'histoire du rap en France[62] et en Belgique[63].
- 22 août : Vanilla Ice - Ice Ice Baby.
- 9 octobre : premier single de Suprême NTM, Le Monde de demain.
- Premier single de MC Solaar, Bouge de là.

### 1991
- 13 mai 1991 : projection du film Boyz n the Hood, de John Singleton, au festival de Cannes.
- Création du Grammy Award de la meilleure performance rap en duo ou en groupe. Le premier est attribué à Quincy Jones, Big Daddy Kane, Ice-T, Kool Moe Dee, Melle Mel et Quincy Jones III pour la chanson Back on the Block sur l'album du même nomm
- Dr. Dre et Suge Knight fondent Death Row Records.
- Début de la rivalité East Coast/West Coast avec l'album Penicillin on Wax de Tim Dog, sorti le 12 novembre.
- Sortie des premiers albums de rap français d'IAM, Suprême NTM et MC Solaar.

#### Albums
- 15 janvier : Gang Starr - Step in the Arena.
- 25 mars : IAM - ... De la planète Mars.
- 13 mai : De La Soul - De La Soul Is Dead.
- 14 mai : Ice-T - O.G. Original Gangster.
- 28 mai : NWA - Niggaz4Life, classé 1er au Billboard 200 et 2e au Top R&B Albums[64] et certifié disque d'or[65].
- 3 juin : Suprême NTM - Authentik.
- 13 août : Cypress Hill - Cypress Hill.
- 3 septembre : premier album homonyme de Naughty by Nature.
- 1er octobre : Public Enemy - Apocalypse 91... The Enemy Strikes Black.
- 15 octobre : MC Solaar - Qui sème le vent récolte le tempo.
- 29 octobre : Ice Cube - Death Certificate.
- 12 novembre : 2Pacalypse Now, premier album de 2Pac.

#### Singles
- 20 mai : DJ Jazzy Jeff and The Fresh Prince - Summertime.
- 8 juillet : sortie de Bring the Noise, une reprise de Public Enemy par le groupe de metal Anthrax, avec Chuck D au chant. Les deux groupes font ensuite une tournée commune.
- 6 août : Salt-N-Pepa - Let's Talk About Sex.
- 5 octobre : P.M. Dawn - Set Adrift on Memory Bliss.

### 1992
- 17 janvier : sortie du film Juice réalisé par Ernest R. Dickerson, avec Tupac Shakur, Queen Latifah et Dr. Dre.
- 29 avril-4 mai : émeutes à Los Angeles après l'acquittement des quatre policiers accusés d'avoir passé à tabac Rodney King.
- Ice-T, Cypress Hill et House of Pain sont invités au festival Lollapalooza aux côtés de Red Hot Chili Peppers ou Rage Against the Machine.

#### Albums
- 3 mars : The Disposable Heroes of Hiphoprisy - Hypocrisy Is the Greatest Luxury.
- 31 mars : Ice-T sort un album de metal avec son groupe Body Count. À la suite de la censure de  Cop Killer, le morceau est remplacé par Freedom of Speech, enregistré en duo avec Jello Biafra sur un sample de Foxy Lady de Jimi Hendrix.
- 24 mars : Arrested Development - 3 Years, 5 Months & 2 Days in the Life Of....
- 21 avril : Beastie Boys - Check Your Head.
- 14 juillet : Too $hort - Shorty the Pimp.
- 21 juillet : premier album d'House of Pain, House of Pain (Fine Malt Lyrics).
- Septembre : Ministère A.M.E.R. - Pourquoi tant de haine.
- 3 novembre : Rage Against the Machine sort l'album de rap metal homonyme.
- 17 novembre : Ice Cube - The Predator, classé 1er au Billboard 200 et dans le Top R&B Albums[66] et certifié double disque de platine[67].
- 15 décembre : premier album de Dr. Dre, The Chronic.
- Assassin - Le futur que nous réserve-t-il ? (Vol.1 et Vol.2).

#### Singles
- 6 février : Kris Kross - Jump (en)
- 5 mai : House of Pain - Jump Around.
- 7 mai : Sir Mix-a-Lot - Baby Got Back (en).
- 19 novembre : Dr. Dre feat. Snoop Dogg - Nuthin' but a 'G' Thang.
- Décembre : Naughty by Nature - Hip Hop Hooray.

### 1993
- 26 mai : sortie du film Menace to Society de Albert et Allen Hughes.
- 23 juillet : sortie du film Poetic Justice de John Singleton avec Janet Jackson, Tupac Shakur, Tone Loc et Q-Tip.

#### Albums
- 16 février : 2Pac - Strictly 4 My N.I.G.G.A.Z..
- 16 février : Naughty by Nature - 19 Naughty III (en).
- 15 mars : Suprême NTM - 1993... J'appuie sur la gâchette.
- 30 mars : Onyx - Bacdafucup.
- 3 mai : Run–DMC - Down with the King.
- 1er juin : LL Cool J - 14 Shots to the Dome.
- 28 septembre : premier album solo de KRS-One : Return of the Boom Bap.
- 20 juillet : Cypress Hill - Black Sunday.
- 14 septembre : Judgment Night, la bande originale du film La Nuit du Jugement, contient onze « duos » réunissant des groupes de rap et de rock parmi les meilleurs du moment, dont Run–DMC/Living Colour, De La Soul/Teenage Fanclub, House of Pain/Helmet, Boo-Yaa T.R.I.B.E./Faith No More, Cypress Hill avec Sonic Youth et Pearl Jam, etc.[68]
- 19 octobre : Eazy-E - It's On (Dr. Dre) 187um Killa.
- 2 novembre : IAM - Ombre est lumière (vol. 1). Le volume 2 et le double album sortent le 23 novembre.
- 9 novembre :
  - A Tribe Called Quest - Midnight Marauders.
  - premier album de Wu-Tang Clan : Enter the Wu-Tang (36 Chambers).
- 23 novembre : premier album de Snoop Doggy Dogg : Doggystyle.
- 7 décembre : Ice Cube - Lethal Injection.

#### Singles
- 24 février : Ice Cube -It Was a Good Day.
- 30 octobre : Snoop Doggy Dogg : Who Am I (What's My Name)?.
- IAM - Je danse le mia, classé no 1 au Top 50.

### 1994
- 14 février : sortie de Murder Was the Case, court-métrage réalisé Dr. Dre.

#### Albums
- 9 février : MC Solaar - Prose combat.
- 8 mars : Gang Starr - Hard to Earn.
- 19 avril : premier album de Nas : Illmatic.
- 26 avril : OutKast - Southernplayalisticadillacmuzik.
- 23 mai : Beastie Boys - Ill Communication.
- 7 juin : Warren G - Regulate... G Funk Era.
- 11 juillet : Ministère A.M.E.R. - 95200.
- 23 août : Public Enemy - Muse Sick-n-Hour Mess Age.
- 13 septembre : premier album de The Notorious B.I.G. - Ready to Die.
- 15 novembre : premier album solo de Method Man - Tical.
- Dee Nasty - Le Deenastyle.

#### Singles
- 31 janvier : Wu-Tang Clan - C.R.E.A.M.
- 28 avril : Warren G feat. Nate Dogg - Regulate.
- 8 août : The Notorious B.I.G. - Juicy.

### 1995
- 13 février : la 10e cérémonie des Victoires de la musique célèbre   MC Solaar comme « meilleur interprète masculin » et IAM en tant que « meilleur groupe ».
- 26 mars : mort d'Eazy-E, 30 ans, à la suite de complications liées au SIDA[69].
- 26 avril : sortie du film Friday de F. Gary Gray avec Ice Cube, qui participe également à l'écriture du scénario.
- 27 mai : projection du film La Haine de Mathieu Kassovitz au festival de Cannes.
- 30 novembre : assassinat de Stretch, 27 ans, à New York dans le Queens.

#### Albums
- 14 mars : 2Pac - Me Against the World.
- 28 mars : Suprême NTM - Paris sous les bombes.
- 27 mai :  Naughty by Nature - Poverty's Paradise.
- 2 juin : Assassin - L'Homicide volontaire.
- 25 juillet : Bone Thugs-N-Harmony - E. 1999 Eternal (en).
- 12 septembre : premier album de Kool G Rap : 4,5,6.
- 20 octobre : premier album solo d'Akhenaton :Métèque et Mat.
- 31 octobre : premier album de Tha Dogg Pound : Dogg Food.
- 13 novembre : premier album d'Alliance Ethnik : Simple et Funky.
- Premier album de Ménélik : Phénoménélik.

#### Singles
- 20 février : The Notorious B.I.G. - Big Poppa.
- 27 février : Mobb Deep - Shook Ones Pt. II.
- 9 juin : Suprême NTM - La Fièvre.
- 9 août : Coolio feat. L. V. - Gangsta's Paradise.
- 26 décembre : 2Pac feat. Dr. Dre - California Love.

### 1996
- Remise du premier Grammy Award du meilleur album de rap pour Poverty's Paradise de Naughty by Nature[70].

#### Albums
- 30 janvier : album postume d'Eazy-E : Str8 off tha Streetz of Muthaphukkin Compton.
- 13 février :
  - 2Pac - All Eyez on Me, double album.
  - Fugees - The Score.
- 26 mars : premier album de Busta Rhymes, The Coming.
- 26 mars : Too $hort - Gettin' It (Album Number Ten).
- 15 avril : premier album solo de Doc Gynéco - Première consultation.
- 25 juin : premier album de Jay-Z, Reasonable Doubt.
- 2 juillet : Nas - It Was Written.
- 4 novembre : premier album solo de Stomy Bugsy, Le Calibre qu'il te faut.
- 12 novembre :
  - Snoop Doggy Dogg - Tha Doggfather.
  - premier album d'Eminem, Infinite, vendu à seulement 1 000 exemplaires[71].

#### Singles
- 31 mai : Fugees - Killing Me Softly.
- 4 juin : 2Pac feat. K-Ci & JoJo (en) - How Do U Want It.
- 20 septembre : Akhenaton avec la Fonky Family - Bad Boys de Marseille.

#### Décès
- 3 février : East, 26 ans, dans un accident de scooter à Paris[72].
- 13 septembre : assassinat de Tupac Shakur, 25 ans, à Las Vegas.
- 10 novembre : Yaki Kadafi, 19 ans, assassiné à Irvington (New Jersey)[73].